# Games People Play (musikalbum)
Games people play är ett studioalbum av den amerikanske countryartisten Joe South utgivet år 1969 på Capitol Records. 
Flera av albumets låtar, exempelvis titelspåret Games People Play, hade tidigare getts ut av Joe South och flera av låtarna hade tidigare spelats in av andra, exempelvis av Billy Joe Royal. Albumet innehåller Souths version av låten Hush (skriven av South själv), som även spelades in av rockbandet Deep Purple som hamnade på plats 4 på Billboard Hot 100 i september 1968 med låten. 
Titelspåret kom att bli Souths mest framgångsrika och förärades med två Grammys för Song of the year samt Best Contemporary Song. Titelspåret Games People Play placerade sig som bäst på tolfte plats på Billboards Hot 100 i mars 1969. Sången Birds of a Feather kvalade precis in på Billboard Hot 100 på 96:e plats i juli 1969.